# Билибин, Дмитрий Петрович
Били́бин Дми́трий Петро́вич (2 августа 1937, Тула — 14 марта 2022) — доктор медицинских наук, профессор, заслуженный деятель науки Российской Федерации, почётный работник высшего профессионального образования Российской Федерации. С 1998 по 2004 — исполняющий обязанности ректора РУДН, в 2004—2005 годах — ректор РУДН.

## Биография
Дмитрий Петрович Билибин родился 2 августа 1937 года в городе Тула.
В 1966 году окончил с отличием медицинский факультет Университета дружбы народов имени Патриса Лумумбы (ныне РУДН) по специальности лечебное дело. Билибин Д. П. является выпускником первого выпуска университета 1966 года.
С 1966 по 1974 был ассистентом, старшим преподавателем, доцентом кафедры нормальной физиологии РУДН. С 1974 по 1984 годы занимал должность заместителя начальника Управления подготовки иностранных специалистов Министерства высшего и среднего специального образования СССР. С 1984 по 1988 был проректором по научной и учебной работе в РУДН. С 1988 по 1991 работал заместителем начальника Управления подготовки иностранных специалистов Государственного комитета СССР по народному образованию. С 1991 по 1993 годы был профессором кафедры патологической физиологии РУДН. С 1993 по 1998 гг. занимал должность проректора по международной деятельности РУДН. С 1998 по 2004 гг. Билибин Д. П. был исполняющим обязанности ректора РУДН, в 2004—2005 — ректор РУДН. С 2005 по 2015 годы — советник Ректора по международной деятельности, профессор кафедры патологической физиологии.
В 1970 году Билибин Д. П. защитил кандидатскую, а в 1987 году докторскую диссертации по специальности патологическая физиология. Является специалистом в области изучения систем и особенностей регуляции деятельности внутренних органов в норме и в условиях патологии. Автор более 160 научных работ. Под руководством Билибина Д. П. защищено три кандидатские диссертации, также был научным консультантом двух докторских диссертаций.
Женат. Имеет сына, дочь, четырех внуков.
Скончался 14 марта 2022 года.

## Награды
- Орден «Знак Почёта»
- Почётное звание «Заслуженный деятель науки Российской Федерации» (2000) — за заслуги в научной деятельности[6]
- Звание «Почётный работник высшего профессионального образования Российской Федерации»

## Основные труды
- Фролов В. А., Дроздова Г. А., Назанская Т. А., Билибин Д. П. Патологическая физиология. — М.: Издательство Университета дружбы народов, 1987.
- Билибин Д. П., Фролов В. А., Дворников В. Е. Плохо с сердцем… — М.: Издательство Университета дружбы народов, 1992.
- Билибин Д. П., Фролов В. А., Дроздова Г. А. Патофизиология в рисунках, таблицах и схемах. — М.: Медицинское информационное агентство, 2003.
- Фролов В. А., Билибин Д. П. Общая патофизиология. — М.: Медицинское информационное агентство, 2006.
- Фролов В. А., Билибин Д. П., Дроздова Г. А., Демуров Е. А. Общая патологическая физиология. — М.: Высшее Образование и Наука, 2012.